# Vauchelles-lès-Authie
Vauchelles-lès-Authie és un municipi francès situat al departament del Somme i a la regió dels Alts de França. L'any 2007 tenia 122 habitants.

## Demografia

### Població
El 2007 la població de fet de Vauchelles-lès-Authie era de 122 persones. Hi havia 53 famílies de les quals 15 eren unipersonals (15 dones vivint soles i 15 dones vivint soles), 23 parelles sense fills i 15 parelles amb fills.
La població ha evolucionat segons el següent gràfic:
Habitants censats

### Habitatges
El 2007 hi havia 65 habitatges, 54 eren l'habitatge principal de la família, 5 eren segones residències i 7 estaven desocupats. Tots els 65 habitatges eren cases. Dels 54 habitatges principals, 44 estaven ocupats pels seus propietaris, 8 estaven llogats i ocupats pels llogaters i 2 estaven cedits a títol gratuït; 1 tenia dues cambres, 6 en tenien tres, 11 en tenien quatre i 36 en tenien cinc o més. 47 habitatges disposaven pel capbaix d'una plaça de pàrquing. A 34 habitatges hi havia un automòbil i a 16 n'hi havia dos o més.

### Piràmide de població
La piràmide de població per edats i sexe el 2009 era:
| Homes | Edats   | Dones |
| ----- | ------- | ----- |
| 0     | 95 o +  | 0     |
| 0     | 90 a 94 | 0     |
| 4     | 85 a 89 | 0     |
| 0     | 80 a 84 | 0     |
| 8     | 75 a 79 | 8     |
| 4     | 70 a 74 | 0     |
| 4     | 65 a 69 | 0     |
| 4     | 60 a 64 | 4     |
| 0     | 55 a 59 | 0     |
| 4     | 50 a 54 | 12    |
| 0     | 45 a 49 | 8     |
| 4     | 40 a 44 | 0     |
| 4     | 35 a 39 | 8     |
| 4     | 30 a 34 | 0     |
| 0     | 25 a 29 | 4     |
| 12    | 20 a 24 | 0     |
| 0     | 15 a 19 | 4     |
| 8     | 10 a 14 | 4     |
| 4     | 5 a 9   | 0     |
| 8     | 0 a 4   | 4     |

## Economia
El 2007 la població en edat de treballar era de 68 persones, 39 eren actives i 29 eren inactives. De les 39 persones actives 38 estaven ocupades (24 homes i 14 dones) i 1 aturada (1 home). De les 29 persones inactives 17 estaven jubilades, 1 estava estudiant i 11 estaven classificades com a «altres inactius».

### Ingressos
El 2009 a Vauchelles-lès-Authie hi havia 58 unitats fiscals que integraven 133 persones, la mediana anual d'ingressos fiscals per persona era de 16.217 €.

### Activitats econòmiques
Dels 3 establiments que hi havia el 2007, 2 eren d'empreses de construcció i 1 d'una empresa d'hostatgeria i restauració.
Els 2 serveis als particulars que hi havia el 2009 eren paletes.
L'any 2000 a Vauchelles-lès-Authie hi havia 6 explotacions agrícoles.

## Poblacions més properes
El següent diagrama mostra les poblacions més properes.